# Еллінген
Еллінген (нім. Öllingen) — громада в Німеччині, знаходиться в землі Баден-Вюртемберг. Підпорядковується адміністративному округу Тюбінген. Входить до складу району Альб-Дунай.
Площа — 8,09 км2. Населення становить 542 ос. (станом на 31 грудня 2020).